# Associação de Futebol da Indonésia
A Associação de Futebol da Indonésia (em indonésio: Persatuan Sepakbola Seluruh Indonesia), vulgarmente conhecida como PSSI, é o órgão dirigente do futebol da Indonésia, responsável pela organização dos campeonatos disputados no país, bem como os jogos da seleção nacional nas diferentes categorias. Foi fundada em 19 de abril de 1930 (quinze anos antes da independência da Indonésia) por Soeratin Sosrosoegondo, que passou um período nos Estados Unidos, onde se formou em Harvard e retornou à Indonésia em 1928. Filiou-se à Federação Internacional de Futebol (FIFA) em 1952 e à Confederação Asiática de Futebol (AFC) em 1954. Nurdin Halid é o atual presidente da entidade.

## Seleções nacionais
- Seleção Indonésia de Futebol Sub-23 [en]
- Seleção Indonésia de Futebol Sub-21 [en]
- Seleção Indonésia de Futebol Sub-19 [en]
- Seleção Indonésia de Futebol Sub-17 [en]
- Seleção Indonésia de Futebol Sub-15
- Seleção Indonésia de Futsal [en]
- Seleção Indonésia Feminina de Futebol